# ロバート・レン
ロバート・レン（Robert Wrenn、1873年9月20日 - 1925年11月12日）は、アメリカ合衆国イリノイ州のハイランドパーク出身の男子テニス選手。フルネームはRobert Duffield Wrenn（ロバート・ダッフィールド・レン）という。1890年代に活躍し、黎明期の全米選手権（現在の全米オープンテニス）で男子シングルス4勝、男子ダブルス1勝を挙げた。左利きの選手で、全米選手権の歴史を通じて「最初の左利き優勝者」になった人である。彼のテニスは、俊敏なフットワークでテニスコートを縦横無尽に走り、相手の意表を突くロブショット（ボールを高く上げる球）を得意にした。弟のジョージ・レン（George Wrenn）も優れたテニス選手で、ロバートとジョージは「兄弟テニス選手」としての活躍もあった。

## 来歴
ロバート・レンは少年時代から様々なスポーツに優れ、ハーバード大学ではテニスの他にもフットボールや野球をプレーした。全米選手権には1892年に初出場したが、この時は準決勝でフレッド・ホビー（1868年 - 1945年）に敗れている。初期の全米選手権は、「チャレンジ・ラウンド」（挑戦者決定戦）から「オールカマーズ・ファイナル」（大会前年優勝者とチャレンジ・ラウンド勝者で優勝を争う）への流れで優勝者を決定した。1893年の男子シングルスは、前年度優勝者オリバー・キャンベルの引退により「オールカマーズ・ファイナル」がなくなり、チャレンジ・ラウンド決勝の結果が大会の優勝記録表に掲載されることになった。レンはチャレンジ・ラウンド決勝でホビーに 6-4, 3-6, 6-4, 6-4 で勝ち、大会初優勝を達成する。1894年のレンは、前年度優勝者として自動的にオールカマーズ・ファイナルに出場した。チャレンジ・ラウンドから勝ち上がった選手は、アイルランドのマンリフ・グッドボディ（Manliffe Goodbody）で、全米選手権の男子シングルスに初めて出場した外国人選手であった。レンはグッドボディの挑戦を 6-8, 6-1, 6-4, 6-4 で退け、大会2連覇を果たした。
1895年、レンは男子ダブルスでマルコム・チェイス（1875年 - 1955年）と組んで優勝する。男子シングルスでは、1895年・1896年の2年連続でレンとフレッド・ホビーが決勝対決をした。1897年のチャレンジ・ラウンドを勝ち上がった選手は、イギリスのウィルバーフォース・イーブズ（1867年 - 1920年）であった。オールカマーズ・ファイナルで、レンはイーブズを 4-6, 8-6, 6-3, 2-6, 6-2 のフルセットで破り、男子シングルス4勝目を達成した。イーブズは全米選手権で「最初のイギリス人決勝進出者」として記録に残っている。ロバート・レンの全米選手権4勝は、マンリフ・グッドボディ（アイルランド）とウィルバーフォース・イーブズ（イギリス）という2人の外国人出場者との決勝対決を含む、色彩豊かなものとなった。この2人の活躍から、全米選手権にも外国人出場者が増え始める。
ボブ・レンは1898年の米西戦争で、セオドア・ルーズベルト（後のアメリカ第26代大統領）が結成した志願兵組織「ラフ・ライダーズ」（Rough Riders）の一員としてキューバに赴いたが、その従軍期間中に黄熱病を患った。戦争からの帰還後は、以前のようなテニスの力量を取り戻せなかった。1900年から始まった男子テニス国別対抗戦・デビスカップで、レンは1903年にアメリカ代表選手を務めたが、イギリスとの対戦で出場3試合すべてを落としている。選手引退後はニューヨークの証券会社に勤務し、1912年から1915年まで全米テニス協会（USTA）の会長を務めた。1925年11月12日、ニューヨークにて52歳で死去。
1954年、ジェームズ・バン・アレン（1902年 - 1991年）が、最初の全米シングルス選手権会場があったロードアイランド州ニューポートの地に「国際テニス殿堂」を設立した。第1回の国際テニス殿堂入り式典は1955年に行われ、ロバート・レンは第1回全米選手権優勝者リチャード・シアーズ（1861年 - 1943年）らと並んで、最初の殿堂入りをした7名の選手のひとりに選ばれた。

## 全米選手権の成績
- 男子シングルス：4勝（1893年・1894年・1896年・1897年）
- 男子ダブルス：1勝（1895年）